# White Snake
| 전문가 평가   | 전문가 평가 |
| 평가 점수     | 평가 점수   |
| 출처          | 점수        |
| ------------- | ----------- |
| AllMusic      | [ 3 ]       |
| Record Mirror | [ 4 ]       |

《White Snake》는 1977년 5월 6일에 발매된 데이비드 커버데일의 첫 번째 솔로 음반이다. 커버데일은 이 음반의 제목을 "David Coverdale's Whitesnake(데이비드 커버데일의 화이트스네이크)"로 처음 알려졌으며 곧이어 화이트스네이크로 줄였다.

## 배경
그의 첫 번째 솔로 활동으로서 커버데일은 후에 다음과 같이 인정했다. "첫 번째 음반에 대해 생각해보고 합리적인 이야기를 하는 것은 매우 어렵다. 《White Snake》는 딥 퍼플의 몰락의 여파로 쓰이고 녹음되는 등 여러 면에서 매우 내면적이고 성찰적이며 저자극이었다.

## 발매 및 홍보
《White Snake》는 라이노 엔터테인먼트가 2024년 10월 25일에 발매할 예정인 커버데일의 솔로 음반들을 모은 컴필레이션 박스 세트 《Into the Light: The Solo Albums》에 수록되어 재발매될 예정이다. 이 박스 세트는 다중 디스크 형식으로 구성되며, 음반의 리믹스 및 리마스터 버전을 포함한다.

## 곡 목록
모든 곡들은 특별한 언급이 없는 한 데이비드 커버데일에 의해 작사/작곡하였다.
| #  | 제목              | 작사·작곡           | 재생 시간 |
| -- | ----------------- | ------------------- | --------- |
| 1. | 〈Lady〉          | 커버데일, 미키 무디 | 3:48      |
| 2. | 〈Blindman〉      |                     | 6:01      |
| 3. | 〈Goldies Place〉 |                     | 5:03      |
| 4. | 〈Whitesnake〉    | 커버데일, 무디      | 4:22      |

| #  | 제목                 | 작사·작곡      | 재생 시간 |
| -- | -------------------- | -------------- | --------- |
| 5. | 〈Time on My Side〉  | 커버데일, 무디 | 4:26      |
| 6. | 〈Peace Lovin' Man〉 |                | 4:53      |
| 7. | 〈Sunny Days〉       |                | 3:31      |
| 8. | 〈Hole in the Sky〉  |                | 3:23      |
| 9. | 〈Celebration〉      | 커버데일, 무디 | 4:11      |